# Ptychopetalum uncinatum
Ptychopetalum uncinatum är en tvåhjärtbladig växtart som beskrevs av Anselmino. Ptychopetalum uncinatum ingår i släktet Ptychopetalum och familjen Olacaceae. Inga underarter finns listade i Catalogue of Life.